# Комушина (Пожега)
45°19′ пн. ш. 17°41′ сх. д. / 45.32° пн. ш. 17.69° сх. д.
Комушина (хорв. Komušina) — населений пункт у Хорватії, у Пожезько-Славонській жупанії у складі міста Пожега.

## Населення
Населення за даними перепису 2011 року становило 82 осіб.
Динаміка чисельності населення поселення:

## Клімат
Середня річна температура становить 10,83 °C, середня максимальна – 24,88 °C, а середня мінімальна – -5,60 °C. Середня річна кількість опадів – 845 мм.
| Клімат поселення                              | Клімат поселення | Клімат поселення | Клімат поселення | Клімат поселення | Клімат поселення | Клімат поселення | Клімат поселення | Клімат поселення | Клімат поселення | Клімат поселення | Клімат поселення | Клімат поселення | Клімат поселення |
| Показник                                      | Січ.             | Лют.             | Бер.             | Квіт.            | Трав.            | Черв.            | Лип.             | Серп.            | Вер.             | Жовт.            | Лист.            | Груд.            |                  |
| Середній максимум, °C                         | 5,98             | 7,76             | 12,14            | 16,61            | 21,77            | 24,88            | 24,58            | 23,90            | 19,86            | 14,72            | 9,14             | 5,08             |                  |
| Середня температура, °C                       | 0,19             | 1,97             | 6,33             | 10,83            | 15,98            | 19,09            | 20,96            | 20,28            | 16,23            | 11,10            | 5,53             | 1,46             |                  |
| Середній мінімум, °C                          | −5,6             | −3,82            | 0,55             | 5,02             | 10,17            | 13,30            | 17,35            | 16,66            | 12,61            | 7,48             | 1,90             | −2,17            |                  |
| Норма опадів, мм                              | 52               | 51               | 54               | 66               | 79               | 102              | 77               | 76               | 64               | 74               | 83               | 67               |                  |
| Середньомісячна швидкість вітру, м/с          | 1.94             | 2.20             | 2.48             | 2.41             | 2.17             | 2.00             | 1.93             | 1.80             | 1.81             | 1.87             | 1.96             | 2.01             |                  |
| Середньомісячна сонячна радіація, кДж/м²·день | 4370             | 7091             | 10904            | 15289            | 19232            | 21345            | 22248            | 20097            | 14901            | 9301             | 4946             | 3661             |                  |
| --------------------------------------------- | ---------------- | ---------------- | ---------------- | ---------------- | ---------------- | ---------------- | ---------------- | ---------------- | ---------------- | ---------------- | ---------------- | ---------------- | ---------------- |
| Джерело:                                      |                  |                  |                  |                  |                  |                  |                  |                  |                  |                  |                  |                  |                  |